# Jezioro Łąckie Duże
Jezioro Łąckie Duże – jezioro w woj. mazowieckim, w powiecie płockim, w gminie Łąck, leżące na terenie Kotliny Płockiej, w pobliżu miejscowości Łąck.

## Charakterystyka
Jest to zbiornik rynnowy. Z uwagi na małą głębokość jest to zbiornik polimiktyczny. Jego powierzchnia wchodzi w skład obszaru zespołu przyrodniczo-krajobrazowego Jezioro Łąckie Duże.
Brzeg zarośnięty trzciną, od zachodu i południowego zachodu torfowisko, od północy i wschodu wyższy z piaszczystymi plażami, powyżej nich wysokopienne lasy mieszane o bogatym podszycie. Od południa poprzez strugę łączy się z jeziorem Łąckim Małym, na przesmyku dąb, pomnik przyrody o obwodzie ok. 430 cm.

## Morfometria
Według danych Instytutu Meteorologii i Gospodarki Wodnej powierzchnia zwierciadła wody jeziora wynosi 59,4 ha. Średnia głębokość zbiornika wodnego to 1,7 m, a maksymalna – 3,4 m. Objętość jeziora wynosi 1009,8 tys. m³. Maksymalna długość jeziora to 1350 m, a szerokość 700 m. Długość linii brzegowej wynosi 3150 m. Lustro wody znajduje się na wysokości 78,5 m n.p.m.